# Neil Stubenhaus
Neil Stubenhaus es un bajista norteamericano de jazz y rock, nacido el 18 de julio de 1953. 

## Historial
Estudió guitarra y contrabajo en Berklee, graduándose en 1975. Recomendado por Steve Swallow tocó con varios artistas, entre ellos, la banda de rock  Journey. Durante su estancia en Berklee, coincidió con Vinnie Colaiuta y con John JR Robinson.
En 1977 se incorporó a la banda de jazz rock Blood Sweat & Tears, grabando con David Clayton-Thomas en un álbum de este como líder. En 1978, tras separarse la banda tras la muerte de Gregory Herbert durante una gira por Europa, realiza una serie de conciertos con Larry Carlton. Siguiendo consejos de Carlton, se traslada a la Costa Oeste y contacta con Mike Post, comenzando a trabajar con él como músico de sesión. Desde 1979, Stubenhaus ha participado en más de 600 álbumes, entre los que más de 70 estuvieron nominados a los Premios Grammy, y unos 60, consiguieron el disco de platino. También ha colaborado en más de 150 bandas sonoras.
Stubenhaus ha sido el bajista titular de Barbra Streisand y Quincy Jones, durante casi 20 años. También ha tocado en giras, o ha grabado, con Elton John, Rod Stewart, Billy Joel, Frank Sinatra, Nancy Wilson, Patti LaBelle, Michael Bolton, Ricky Martin, Dan Fogelberg, John Fogerty, Cher, Joe Cocker, Bobby Caldwell, Taylor Dayne, Vince Gill, George Benson, Al Jarreau, Don Henley, Luis Miguel, Julio Iglesias, B.B. King, Michael McDonald, Bette Midler, The Corrs, Milton Nascimento, Pointer Sisters, Eros Ramazzotti, Lee Ritenour, Lionel Richie, Diane Schuur, Tom Scott, y muchos otros artistas.